# 恵庭市立恵み野中学校
恵庭市立恵み野中学校（えにわしりつ めぐみのちゅうがっこう）は、北海道恵庭市恵み野東1丁目に所在する公立中学校。
生徒数 365名 (2024年現在)。

## 概要
学力に力を入れている他、花壇にも力を入れ1992年に全国花いっぱいコンクール運輸大臣賞、北海道花いっぱいコンクールで最優秀賞1回、優秀賞1回、優良賞4回、奨励賞2回を受賞し、恵庭市花いっぱいコンクールで最優秀賞18回、優秀賞6回、努力賞4回を受賞している。2010年には恵庭市花いっぱい文化協会より表彰もされている。恵み野地区の花ロード事業「千人植え」で恵み野中学校の生徒や恵み野小学校と恵み野旭小学校の児童ら数名で協力してアジサイを植える活動に参加している。恵み野地区全域を全校生徒でごみ拾いや雑草取りの清掃活動（クリーンウォーク）を行っている。
2000年に科学部の生徒が中心となり校舎中庭に植樹、池の造成などをしビオトープを造った。ビオトープには3匹のエゾシマリスが生息し、2001年に科学部製作の餌台を設置、ビオトープで自然の生態系を観察していた。現在、校舎中庭にビオトープは無くなっている。
部活動でも2004年に全国中学校バレーボール大会に出場した女子バレーボール部に恵庭市スポーツ賞が表彰された。2017年にサッカー部が北海道中学校サッカー大会で3位、女子バスケットボール部が北海道中学校バスケットボール大会で3位、女子卓球部が北海道中学校卓球大会で個人ベスト8や全国中学校卓球大会に女子個人で出場するなどの成績を収め、2018年に恵庭市から恵庭市ジュニアスポーツ奨励賞を受賞された。2019年にも女子卓球部が恵庭市ジュニアスポーツ奨励賞を2年連続受賞となった。

## 沿革
1987年7月、恵庭市議会で恵み野地区中学校設置を決議され、12月に校名を「恵み野中学校」に決定された。1989年に恵み野地区の人口増加に伴い柏陽中学校から分離し「恵庭市立恵み野中学校」（生徒456名、12学級）が開校した。1992年と1994年に生徒の増加により校舎増築工事など対応し、開校してから9年で生徒757名まで増加した。
年表
- 1987年（昭和62年）- 恵庭市議会で恵み野地区新設中学校設置を決議可決、校名決定[2]。
- 1989年（平成元年）- 恵庭市立恵み野中学校が開校、校章制定、体育館工事着工[2]。
- 1990年（平成2年）- 学級目標制定、校歌制定、体育館完成[2]。
- 1991年（平成3年）- 校舎増築工事完成[2]（普通教室7、音楽室、美術室、図書室）。
- 1994年（平成6年）- 校舎増築工事完成（普通教室1、コンピューター室）[2]、恵庭市文化奨励賞を受賞[10]。
- 1995年（平成7年）- 特別支援学級を新設[2]、 恵庭市民憲章推進協議会より表彰[10]。
- 1998年（平成10年）- 生徒会に恵庭市青少年団体活動賞を受賞[10]。
- 1999年（平成11年）- 石狩管内教育実践奨励賞を受賞[10]。
- 2000年（平成12年）- 中庭にビオトープ造成。
- 2002年（平成14年）- 北海道教育実践表彰[10]。
- 2006年（平成18年）- 恵庭市より道内初の学校司書を市内中学校に配置される[15]。
- 2010年（平成22年）- 読書活動優秀実践校・文部科学大臣表彰[16][17]。
- 2014年（平成26年）- 恵み野里美を通学区域に編入。

## 教育目標
教育目標は以下の通り。
- 意欲をもって 自ら学ぶ
- 正しい判断し 協力して活動する
- 広い視野と 豊かな心をもつ
- 生命を尊び 健やかで たくましく生きる

## 学校行事
学校の年間行事は以下の通り。
- 4月 - 前期始業式、入学式、修学旅行 (3年)
- 5月 - 花壇整備、苗植え・千人植え、体育祭
- 6月 - 前期中間テスト、宿泊研修 (2年)
- 7月 - 夏季休業
- 8月 - 前期期末テスト実技教科
- 9月 - 前期期末テスト、学力テストA (3年)、体験学習（1年）
- 10月 - 文化祭、学力テストB (3年)、前期終業式、秋季休業、後期始業式
- 11月 - 学力テスト (1・2年)、学力テストC (3年)、三者懇談 (3年)
- 12月 - 後期中間テスト（1・2年）、学年末テスト実技教科 (3年)、学年末テスト5教科 (3年)、冬季休業
- 1月 - 学年末テスト実技教科 (1・2年)、スキー学習（2年）
- 2月 - スキー学習（1年）、学力テスト (1・2年)、学年末テスト5教科 (1・2年)
- 3月 - 卒業式、修了式

## 生徒会
生徒会は以下の通り。
- 生徒会事務局（会長、副会長2名、書記長、書記次長）
  - 生活委員会
  - 学習委員会
  - 体育委員会
  - 環境委員会
  - 文化委員会
  - 放送委員会

## 部活動
全国大会のみ掲載。
体育系
- 野球部
- 卓球部
  - 男子 - 全国中学校卓球大会 団体出場（2013）、個人出場2名（2014,2019）[2]
  - 女子 - 全国中学校卓球大会 団体出場3回（2012,2018,2019）、個人出場5名（2017,2018,2019）[2]
- 男子バレーボール部
- 女子バレーボール部 - 全国中学校バレーボール大会 出場2回（1999,2004）[2]
- サッカー部 - 高円宮杯U-15サッカー選手権大会 出場（2009）[2]
- 男子バスケットボール部
- 女子バスケットボール部
- 女子バドミントン部

文化系
- 合唱部
- 美術部 - 全国中学校美術部作品展inSAKAI（堺市文化振興財団賞 2008、毎日新聞社賞 2010、審査員特別賞 2011）[2]

個人
- スケート - 全国中学校スケート大会 出場（3,000メートル 3位 1991）[2]
- 水泳 - 全国中体連水泳大会 出場（2009）[2]
- スキー - 全国中体連クロスカントリースキー大会（フリースタイル競技出場 2014、フリー・クラシカル出場2回 2013,2014、リレー出場6位入賞 2014）[2]
- 新体操

## 通学区域
恵み野中学校の通学区域は以下の通り。
- 恵み野東
- 恵み野西
- 恵み野南
- 恵み野北
- 恵み野里美
- 南島松（121-311番地、551-635番地、817-841番地）
- 西島松（438-441番地）

## 出身小学校
- 恵庭市立恵み野小学校
- 恵庭市立恵み野旭小学校

## 交通アクセス
鉄道
- JR千歳線恵み野駅東口より徒歩20分。

バス
- えにわコミュニティバス（ecoバス）循環A・Bコース「恵み野中学校」停留所下車、徒歩1分。

## 画像

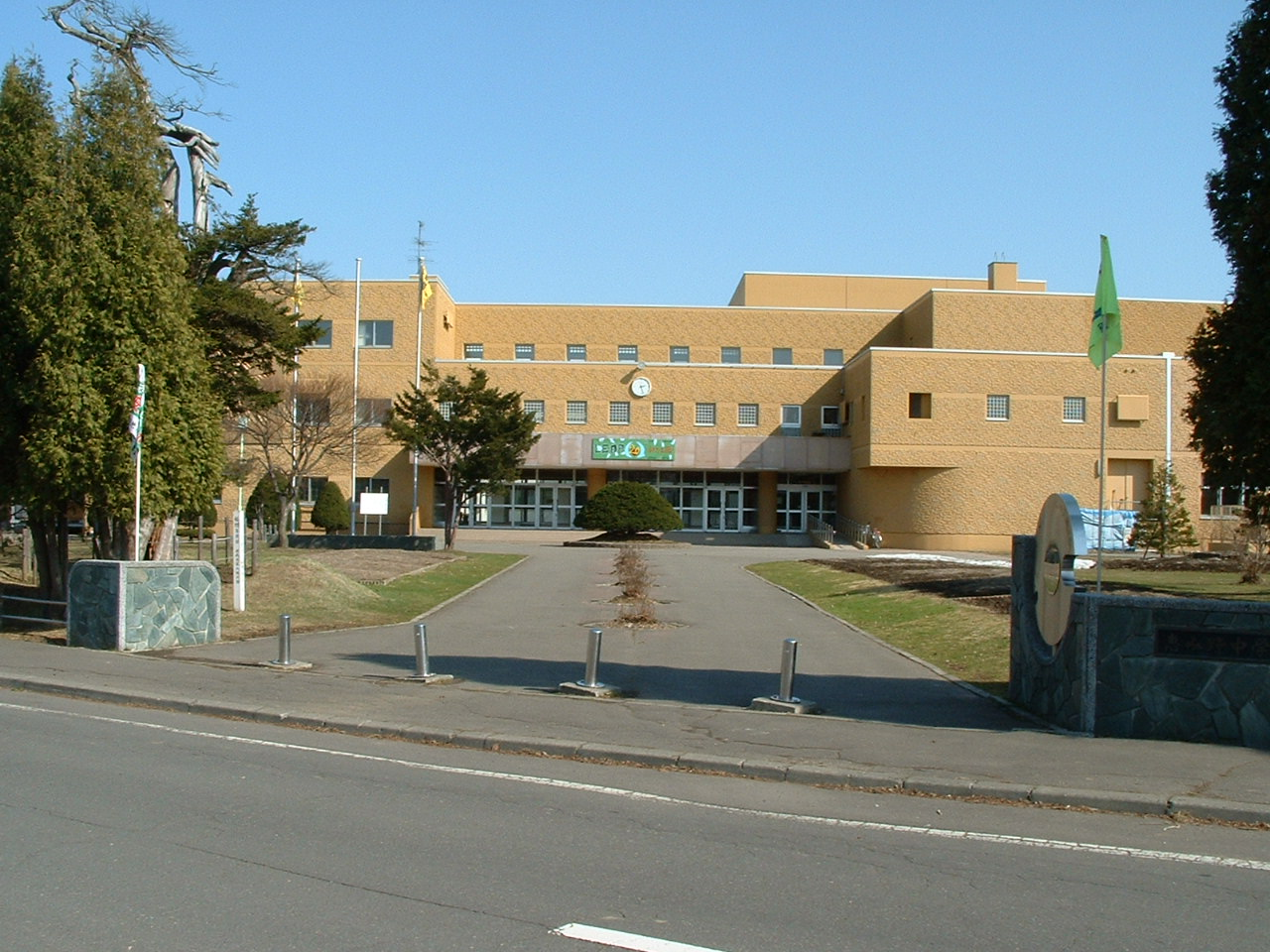
校舎（2009年4月）
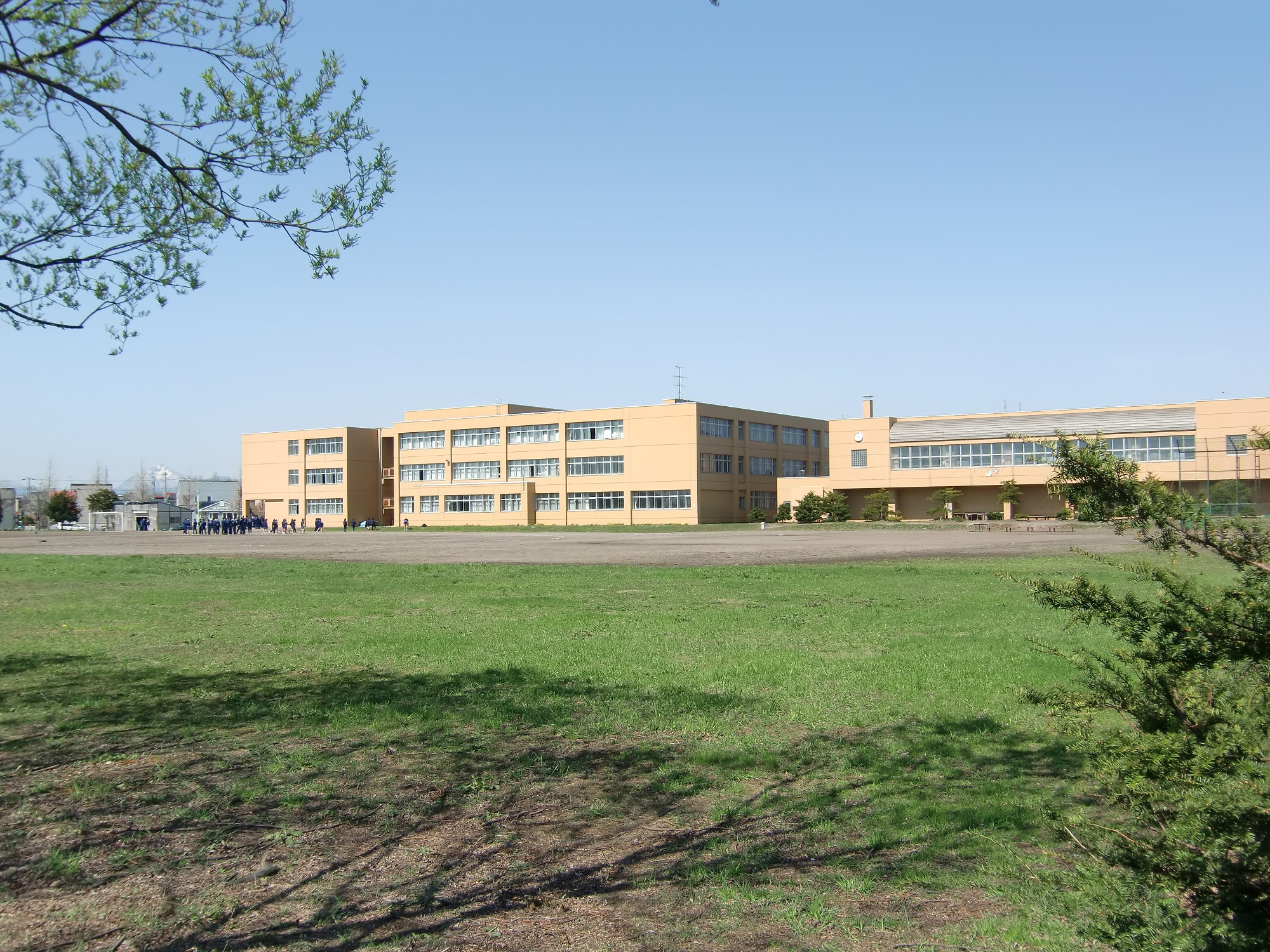
グラウンド（2013年5月）
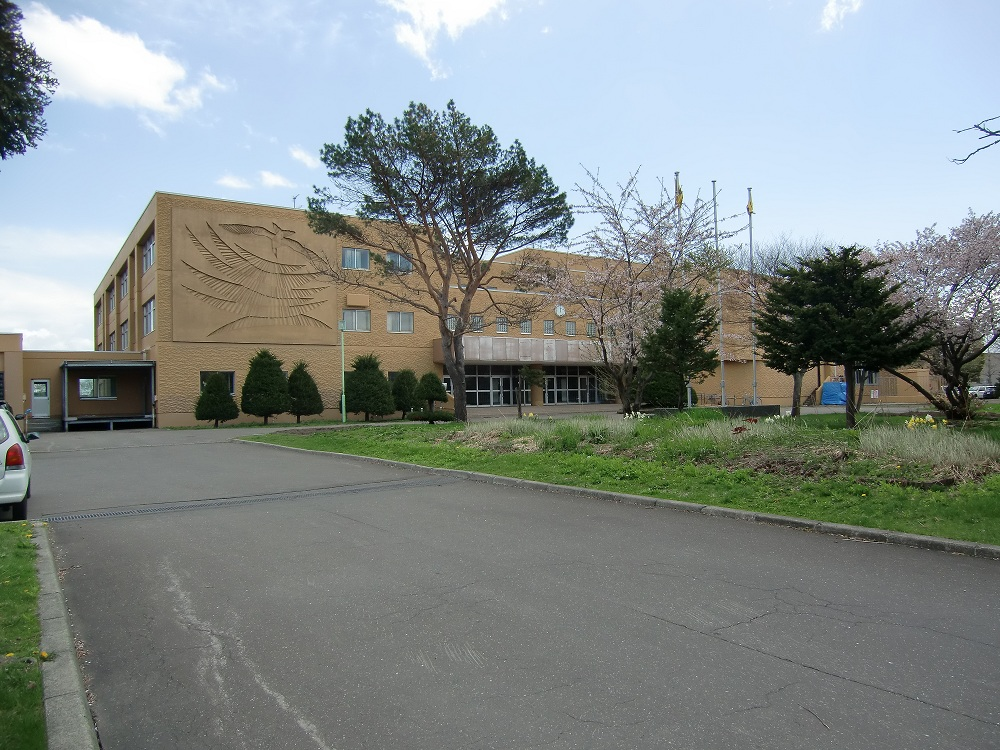
駐車場（2013年5月）
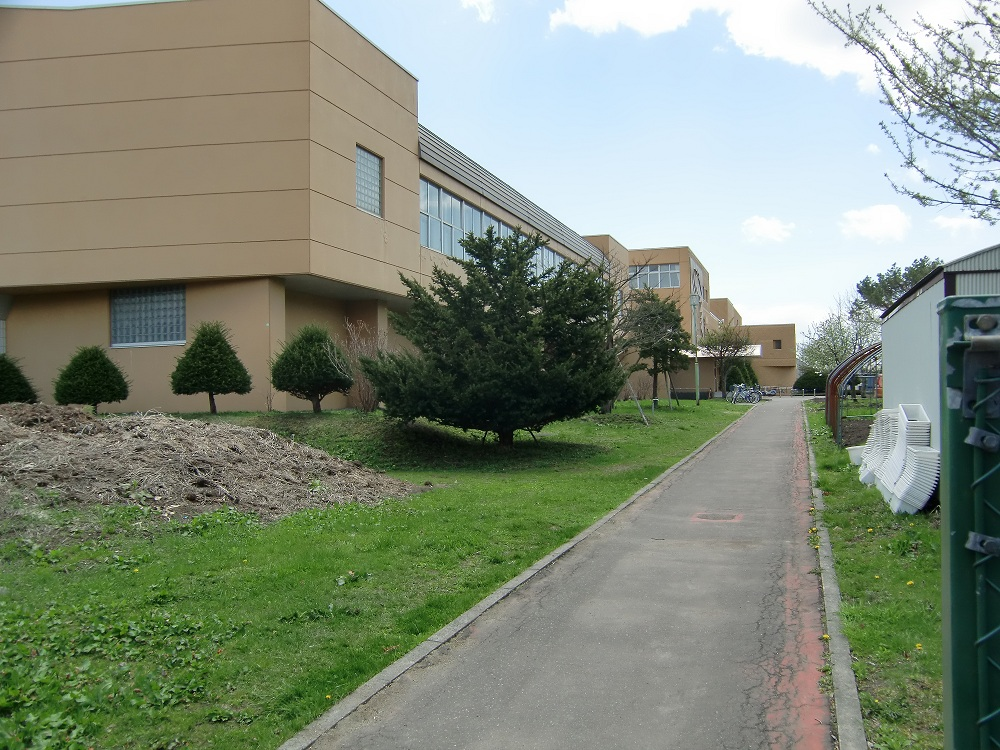
体育館（2013年5月）
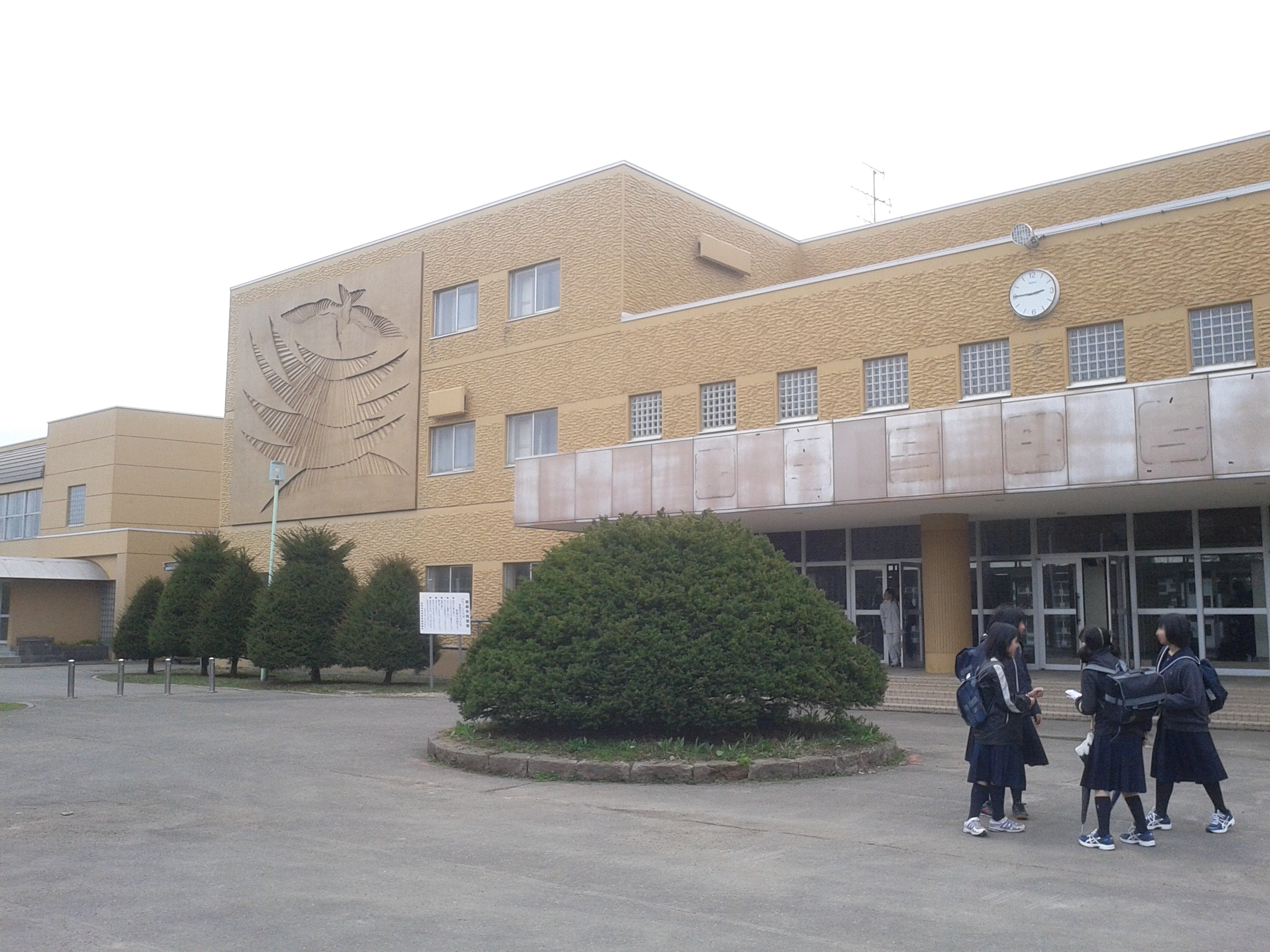
正面玄関（2013年5月）
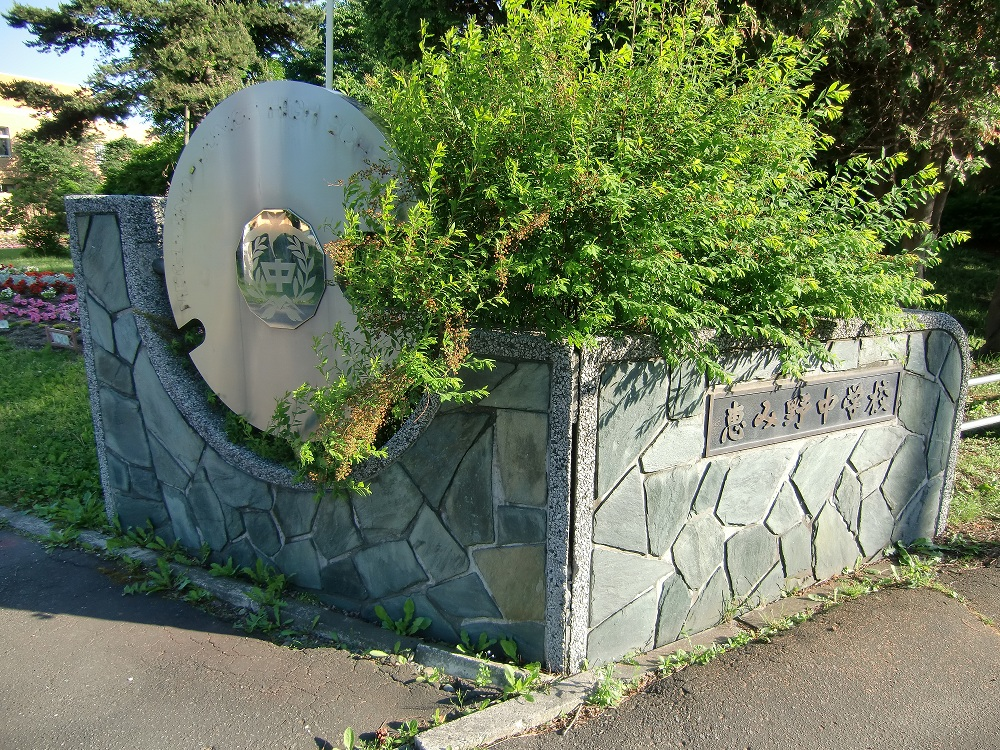
校門（2013年6月）
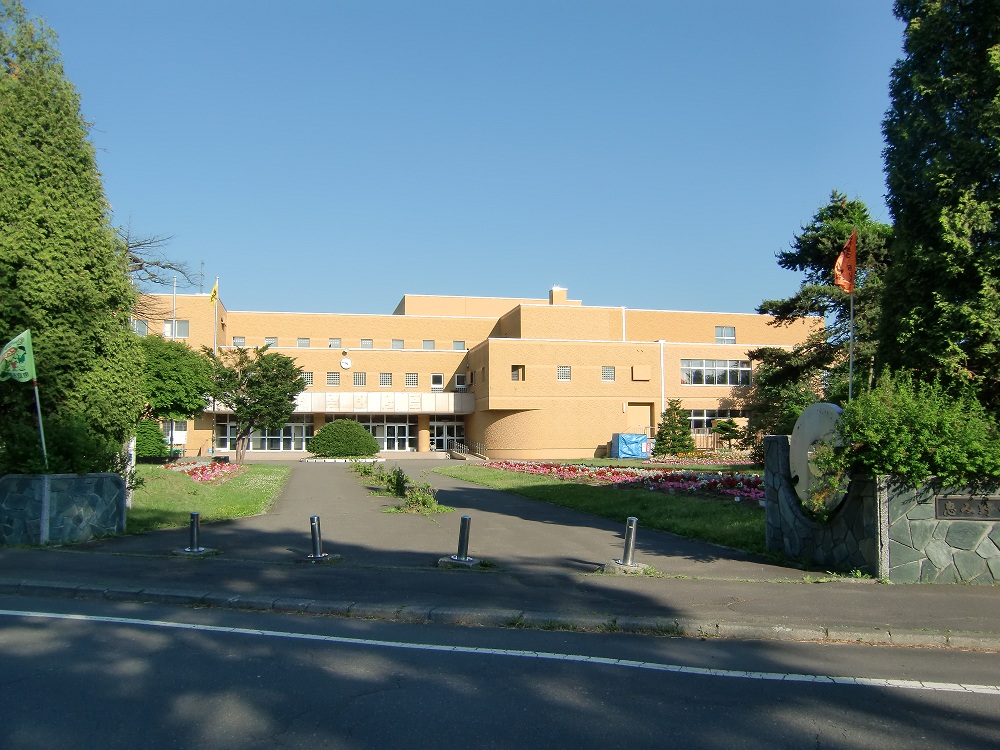
校舎正門前（2013年6月）

## 著名な出身者
- 橘井友香（バレーボール選手）- 2年夏まで在学。